# 徐成钢
徐成钢（1965年11月—），安徽霍山人，现任合肥师范学院党委书记。

## 生平
1987年毕业于华东师范大学政教系，分配至安徽师范大学工作。1991年任安徽师范大学团委副书记。1994年至1996年，挂任安徽省芜湖市繁昌县副县长。1996年调至共青团安徽省委工作，先后任共青团安徽省委常委、宣传部部长，共青团安徽省委常委、学校部部长，安徽省学生联合会秘书长。
2003年任黄山学院党委委员、副院长。期间于2011年在安徽师范大学获法学博士学位。2011年任黄山学院党委副书记（主持工作）。2012年9月，任黄山学院党委书记。2016年1月，调任合肥师范学院党委书记。